# Balnot-la-Grange
Balnot-la-Grange é uma comuna francesa na região administrativa de Grande Leste, no departamento de Aube. Estende-se por uma área de 20,11 km². Em 2010 a comuna tinha 120 habitantes (densidade: 6 hab./km²).